# Obere Aichstruter Sägmühle
Die Obere Aichstruter Sägmühle ist eine abgegangene Wassermühle auf der Gemarkung von Welzheim, einer Kleinstadt im baden-württembergischen Rems-Murr-Kreis. Von dem Bauwerk haben sich keine Reste erhalten.

## Lage
Der Standort der Mühle war am nordöstlichen Ufer des Aichstruter Stausees östlich von Eckartsweiler und westlich von Gmeinweiler beim Wohnplatz Leinhalde. Etwa 1,2 Kilometer flussabwärts liegt die Aichstruter Sägmühle, die früher zur Unterscheidung auch Untere Aichstruter Sägmühle genannt wurde.

## Geschichte
Es ist unklar, wann die Mühle errichtet wurde. Jedenfalls war die Sägemühle schon zur Zeit der Württembergischen Landesvermessung vorhanden und wurde in das Kartenwerk aufgenommen. Die Obere Aichstruter Sägmühle war eine typische Bauernmühle mit Sägewerk, einem etwas abseits stehenden Wohnhaus für den Sägmüller und für seine Familie und einem Backhäuschen. Während das Wohnhaus im 19. Jahrhundert dem Sägmüller Jacob Müller gehörte, war das Sägewerk im Besitz einer Eigentümergemeinschaft, die aus Bauern der Umgebung bestand. Die Landwirte verwalteten die Mühle gemeinsam und jeder Bauer durfte die Säge entsprechend seinem Anteil nutzen. Um 1835 bestand die Gemeinschaft aus C. Fritz, Georg Adam Schneider, Gottfried Müller aus Eckartsweiler, Gottfried Kugler und Hr. Ellinger aus Gausmannsweiler. 1907 wurde der Betrieb stillgelegt und um 1908 das Wasserrad und sämtliche Einrichtungen entfernt. Der Standort wurde durch die Anlage des Stausees teilweise überflutet.